# ナルフラフィン
ナルフラフィン（Nalfurafine）は東レが創薬した選択的κ-オピオイド受容体作動薬であり、血液透析患者、慢性肝疾患患者の瘙痒症治療に用いられる。商品名レミッチ。開発コードTRK-820。

## 効能・効果
2009年1月、厚生労働省は「血液透析患者における瘙痒症の改善（既存治療で効果不十分な場合に限る）」についてナルフラフィンの使用を承認した。
2015年3月、慢性肝疾患患者における瘙痒症の改善について効能効果追加承認申請がされた。
2017年5月31日、同年3月30日に製造販売承認を取得した口腔内崩壊錠が薬価基準され、既存のカプセル剤に加え、同年6月13日より販売を開始。

## 副作用
重大な副作用として添付文書に記載されているものは、肝機能障害および黄疸である。5%以上に不眠が生じる。

## 作用機序
オピオイド受容体の内、κ受容体に特に親和性が高く、オピオイド受容体作動性試験（EC50）の結果、κ:μ:δ比は1：203：2610（値が小さい方がその受容体への選択性が高く、低用量で作用する）であった。